# Charaxes rwandensis
Charaxes rwandensis är en fjärilsart som beskrevs av Jacques Plantrou 1976. Charaxes rwandensis ingår i släktet Charaxes och familjen praktfjärilar. Inga underarter finns listade i Catalogue of Life.